# Dlaczego zginął Karl von Spreti?
Dlaczego zginął Karl von Spreti? – książka Ryszarda Kapuścińskiego poświęcona wydarzeniom lat 60. i 70. XX wieku w Gwatemali (w Ameryce Łacińskiej był to okres nasilenia walk partyzanckich). Książka wyjaśnia, w jakim kontekście dokonane zostało morderstwo niemieckiego ambasadora (tytułowego Karla von Spreti), który w tym czasie był w bardzo dobrych stosunkach z tamtejszym, prawicowym reżimem.
Pierwsze wydanie (10 000 egzemplarzy) ukazało się w roku 1970.